# Oserjany (Tschortkiw, Borschtschiw)
Oserjany (ukrainisch Озеряни; russisch Озеряны Oserjany, polnisch Jezierzany) ist ein Dorf im Rajon Borschtschiw der Oblast Ternopil im Westen der Ukraine.

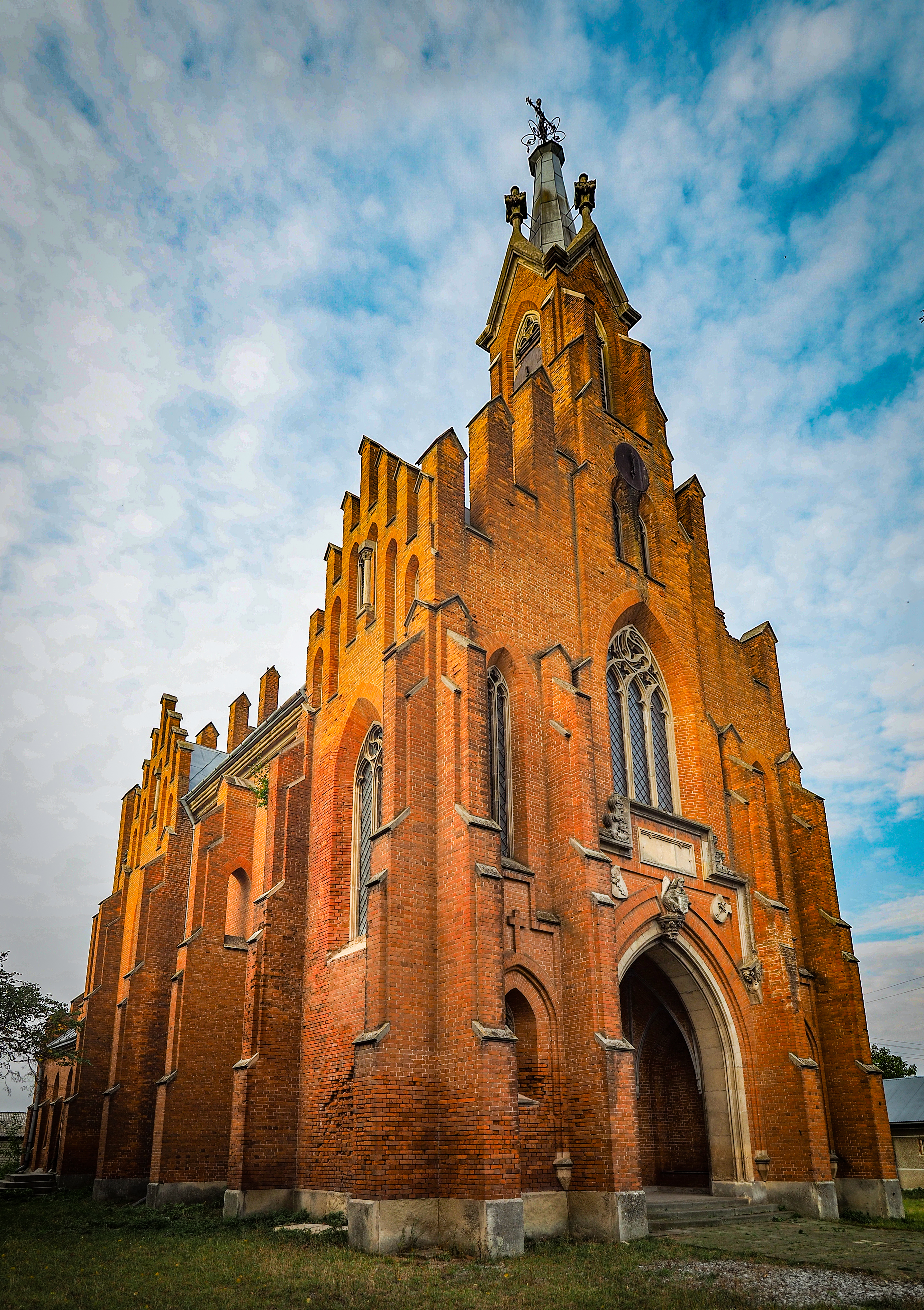
Kirche im Ort

Der Ort liegt etwa 76 Kilometer südöstlich der Oblasthauptstadt Ternopil und 11 Kilometer nordwestlich der ehemaligen Rajonshauptstadt Borschtschiw.
Der Ort wurde 1494 zum ersten Mal schriftlich erwähnt, lag zunächst in der Adelsrepublik Polen-Litauen, Woiwodschaft Podolien und kam 1772 als Jezierzany zum damaligen österreichischen Kronland Galizien. Zwischen 1810 und 1815 war er kurzzeitig innerhalb des Tarnopoler Kreises ein Teil des Russischen Kaiserreiches, 1898 erhielt der Ort durch den Bau eines Bahnhofs Anschluss an die heutige Bahnstrecke Horischnja Wyhnanka–Iwane-Puste.
Nach dem Ende des Ersten Weltkrieges kam der Ort zur Polnischen Republik (in die Woiwodschaft Tarnopol, Powiat Borszczów) und erhielt den Stadtstatus, wurde im Zweiten Weltkrieg 1939 bis 1941 von der Sowjetunion und dann bis 1944 von Deutschland besetzt und hier in den Distrikt Galizien eingegliedert.
Die bis dahin eigenständige Siedlung Jezierzanka nördlich des Dorfes wurde in der polnischen Zeit eingemeindet.
Nach dem Ende des Krieges wurde der Ort der Sowjetunion zugeschlagen, dort kam der nun wieder zum Dorf degradierte Ort zur Ukrainischen SSR. Seit 1991 ist das Dorf ein Teil der unabhängigen Ukraine.
Am 12. Juni 2020 wurde das Dorf ein Teil der Stadtgemeinde Borschtschiw im Rajon Borschtschiw; vorher war das Dorf seit dem 29. Juli 2015 das Zentrum der neugegründeten Landgemeinde Oserjany (Озерянська сільська громада Oserjanska silska hromada). Zu dieser zählten noch die 4 Dörfer Hrabiwzi (Грабівці), Konstanzija (Констанція), Pylatkiwzi (Пилатківці) und Schylynzi (Жилинці), bis dahin bildete es zusammen mit dem Dorf Konstanzija die Landratsgemeinde Oserjany (Озерянська сільська рада/Oserjanska silska rada) im Nordwesten des Rajons Borschtschiw.
Am 17. Juli 2020 wurde der Ort Teil des Rajons Tschortkiw.